# いすゞ・オアシス
オアシス（OASIS）はいすゞ自動車が北米で販売していたミニバンである。

## 概要
初代ホンダ・オデッセイのOEMモデルとして1996年に登場した。
当時、SUVを持たないホンダに対し、いすゞはビッグホーンとスバル・イスズ・オートモーティブ製のロデオ（日本名：ミューウィザード/ウィザード）を供給（それぞれアキュラ・SLXとホンダ・パスポートとして販売）することになり、北米内のみの相互OEMとして、ミニバンを持たないいすゞにオデッセイが供給された。オデッセイとの相違は、内外の「ISUZU」、「OASIS」ロゴ、エンブレム類とアルミホイールのデザインのみである。
北米向けオデッセイは1999年により大型の車体へとモデルチェンジ（日本ではラグレイトとして販売）したが、こちらはいすゞへは供給されず、1代限りで販売終了となった。
日本国内では、日産・エルグランドを「フィリー」の名称でOEM供給を受けていたためか、販売されなかった。日本国内での両社の相互OEM契約では、いすゞのビッグホーンとミューをそれぞれホライゾンとジャズとしてホンダが販売し、ホンダのアコードとドマーニをそれぞれアスカとジェミニとしていすゞが販売していた。

## 備考
ニューヨークのタクシー（イエローキャブ）にオアシスが多数採用された。